# 한다솔
한다솔(1995년 5월 13일 ~ )은 대한민국의 배우이다.

## 학력
- 한국예술종합학교 연극원 연기과 학사

## 출연 작품

### 영화
- 《웅남이》 (2023년) - 유 형사 역
- 《용루각2: 신들의 밤》 (2021년) - 은영 역
- 《특별시민》 (2017년) - 양캠프 미디어 역
- 《피끓는 청춘》 (2014년) - 자전거녀 역

### 드라마
| 연도 | 방송사       | 제목                         | 역할   | 비고     |
| ---- | ------------ | ---------------------------- | ------ | -------- |
| 2016 | SBS          | 사랑은 방울방울              | 조비서 |          |
| 2018 | tvN          | 하늘에서 내리는 일억 개의 별 | 신유진 |          |
| 2018 | 채널A        | 열두밤                       | 천다영 |          |
| 2018 | tvN          | 알함브라 궁전의 추억         | 유학생 |          |
| 2019 | KBS2         | 세상에서 제일 예쁜 내 딸     | 정소희 | 특별출연 |
| 2019 | tvN          | 날 녹여주오                  | 마동주 |          |
| 2019 | KBS2         | 조선로코 녹두전              | 궁녀   |          |
| 2020 | KBS2         | 그놈이 그놈이다              | 김다은 |          |
| 2021 | tvN          | 해피니스                     | 이보람 |          |
| 2023 | 와이낫미디어 | 청담국제고등학교             | 오시은 | 웹드라마 |
| 2025 | MBN          | 청담국제고등학교 2           | 오시은 | 웹드라마 |

### 뮤직비디오
- 서동훈 - 그댄 어떤가요
- 애쉬그레이 - 날 잊지 말아요
- 허각 - 압구정로데오